# Mohamad Sadegui Mehryar
Mohamad Sadegui Mehryar es un deportista iraní que compitió en atletismo adaptado. Ganó cuatro medallas en los Juegos Paralímpicos de Verano entre los años 1996 y 2004.

## Palmarés internacional
| Juegos Paralímpicos | Juegos Paralímpicos      | Juegos Paralímpicos | Juegos Paralímpicos |
| Año                 | Lugar                    | Medalla             | Prueba              |
| ------------------- | ------------------------ | ------------------- | ------------------- |
| 1996                | Atlanta (Estados Unidos) | Medalla de plata    | Disco F55           |
| 1996                | Atlanta (Estados Unidos) | Medalla de plata    | Peso F55            |
| 2000                | Sídney (Australia)       | Medalla de oro      | Disco F56           |
| 2004                | Atenas (Grecia)          | Medalla de oro      | Disco F56           |